# Бауман, Вильгельм
Вильгельм Бауман (нем. Wilhelm Baumann; 12 августа 1912, Берлин — 14 марта 1990) — немецкий гандболист. Чемпион Олимпийских игр 1936 года в Берлине.
В 1936 году Бауман вошёл в состав сборной Германии для участия в олимпийских играх в Берлине, на которых впервые был представлен гандбол. На соревнованиях он принял участие в двух встречах, а его сборная стала олимпийским чемпионом, одержав победы в каждом из матчей.